# Wandbilder in Hamburger Staatsbauten

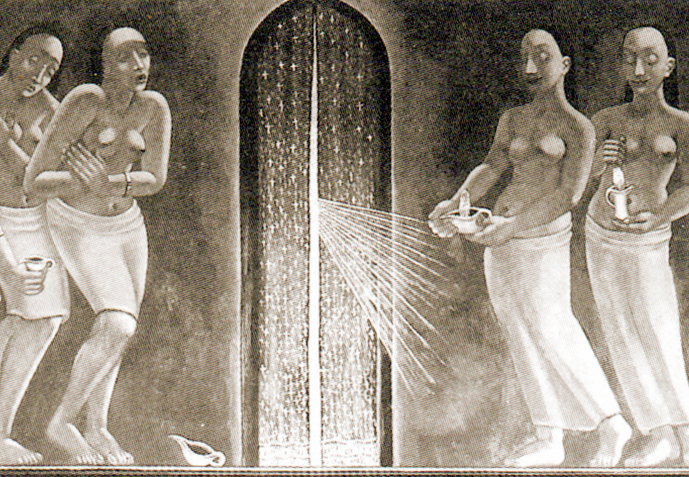
Die klugen und die törichten Jungfrauen (Ausschnitt), Wandbild von Anita Rée in der Schule Uferstraße

24 Wandbilder in Hamburger Staatsbauten war ein Programm der Kommission zur Unterstützung bildender Künstler von 1925 bis 1928 und nachfolgend der Senatskommission für Kunstpflege von 1928 bis 1933 in Hamburg. Es ist unter der Federführung des Oberbaudirektors Fritz Schumacher im Rahmen der gezielten Förderung von Künstlern, insbesondere aus der Hamburgischen Sezession, entstanden und sah vor, öffentliche Bauwerke mit zeitgenössischer Kunst ausstatten zu lassen. Insbesondere für die damals neu entstandenen Massenwohnquartiere formulierte Schumacher das Ziel, „eine Betätigung zu erwecken, die das Kunstwerk in fester Weise mit dem tätigen Leben verbindet.“ Dabei sollte die Tradition der Wand- und Freskenmalerei wiederbelebt werden und zugleich in Verbindung mit der sachlichen Architektur der 1920er Jahre „die Freiheit wagen, die das Einfügen eines Wandbildes in die Ökonomie dieser koloristischen Systeme bedeutet.“

## Die Kommissionen
Die Kommission zur Unterstützung bildender Künstler von 1925 bestand aus dem Bürgermeister Carl Wilhelm Petersen, den Senatoren Emil Krause und Paul de Chapeaurouge, dem Präsidenten der Bürgerschaft Rudolf Roß, dem Direktor der Kunsthalle Gustav Pauli und dem Direktor des Museums für Kunst und Gewerbe Max Sauerlandt sowie Fritz Schumacher für die Baubehörde. 1928 wurde sie aufgelöst und ihre Aufgaben, so auch das Programm der Wandbilder, auf die dem Senat unterstellte Kommission für Kunstpflege übertragen. Personell blieb sie nahezu gleich besetzt, den Museumsdirektoren kam jedoch nur noch die Funktion von sachverständigen Beratern zu und das Gremium wurde um den Senator Walter Matthaei sowie die Staatsräte Leo Lippmann als Vertreter der Finanzbehörde und Alexander Zinn als Geschäftsführer ergänzt.

## Die Wandbilder
Zwischen 1925 und 1931 beauftragte die Kommission insgesamt 16 Künstler mit der Schaffung von 24 Wandbildern in öffentlichen Bauten, vor allem neu errichteten Schulgebäude. Es handelte sich dabei fast gänzlich um Bauwerke von Fritz Schumacher. Das Programm sah vor, Maler mit der Aufgabe zu betreuen, die wenig oder keine Erfahrung in der Wandmalerei hatten, und dabei zunächst die unterstützungswürdigen Künstler zu suchen und anschließend erst die Aufgabe, die man ihnen übertragen wollte. Die ausgewählten Neubauten für dieses Projekt sollten in der Regel im Rohbau so weit fertiggestellt sein, dass Maler in ihnen arbeiten, die Nebenarbeiten wie Putzfläche und Farbgestaltung aber noch selbst bestimmen konnten. Auch die geeigneten Wandflächen suchten sich die Künstler selber aus. In einer 1932 über das Projekt veröffentlichten Schrift berichtet Schumacher über die Erfahrung, dass nicht ein einziges Mal eine Relation zwischen der Höhe der zur Verfügung stehenden Mittel und der Größe der unternommenen Aufgabe gesucht wurde. Die Maler wollten auch bei geringem Budget große Wände gestalten.
Viele der Wandgemälde stießen bereits nach Fertigstellung bei den Nutzern der Räume auf Unverständnis und Kritik. Nach der Machtübernahme der Nationalsozialisten wurden im Jahr 1933 die ersten Wandbilder als „jüdisch-bolschewistische“ Anmaßung oder als „entartet“ angeprangert. In den folgenden Jahren zerstörte oder übermalte man die meisten Bilder, fünf von ihnen konnten wieder freigelegt und restauriert werden.

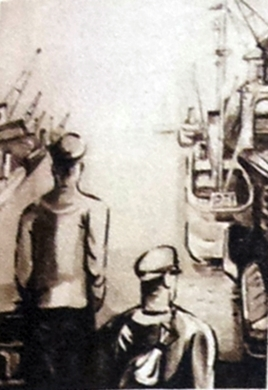
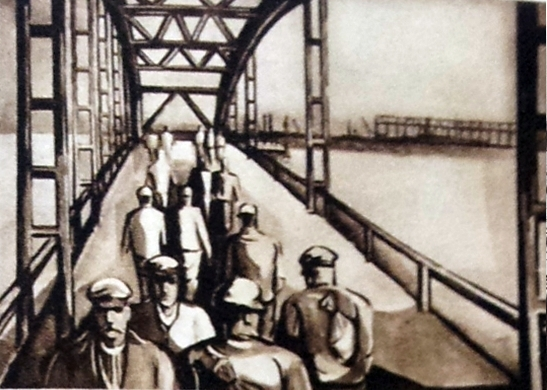
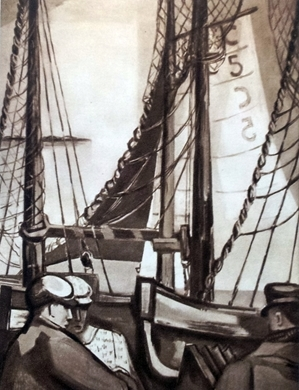

## Liste der Wandbilder
| Künstler, Titel                                               | Gebäude, Adresse                                                                                              | Datum     | Anmerkung |
| ------------------------------------------------------------- | --- | --------- | --- |
| Eduard Bargheer (1901–1979)                                   | Wasserturm Finkenwerder                                                                                       | 1928      | zwölf Wandbilder, durch Abriss des Turmes vor dem Zweiten Weltkrieg zerstört |
| Eduard Bargheer (1901–1979)                                   | Gorch-Fock-Halle, Finkenwerder                                                                                | 1929/1930 | zwei Wandbilder; während des NS übermalt, um 1980 restauriert |
| Wilhelm Danneboom (1894–1963)                                 | Aula des Mädchenheims der Alsterdorfer Anstalten, Feuerbergstraße 43, Alsterdorf                              | 1921–1931 | vier Bilder mit religiösen Motiven im Versammlungsraum; Danneboom hatte bereits 1921 mit den Arbeiten begonnen und konnte sie durch die Unterstützung der Kommission fertigstellen; 1938 übermalt mit dem Gemälde Ernte von Fritz Bley |
| Willem Grimm (1904–1986)                                      | Volksschule Amalie-Dietrichs-Weg, heute Schule Lämmersieth, Barmbek-Nord                                      | 1930      | Wandbild über der Tür der Turnhalle, Motiv: Turngerätschaften; in der Zeit des Nationalsozialismus zerstört |
| Willem Grimm (1904–1986)                                      | Schule beim Pachthof, Horn                                                                                    | 1931      | Wandbild mit Strandmotiv in der Gymnastikhalle; bei der Schulrenovierung zwischen 1950 und 1957 übermalt |
| Erich Hartmann (1886–1974)                                    | Volksschule Fuhlsbüttel, heute Grundschule Ratsmühlendamm, Fuhlsbüttel                                        | 1926      | Wandbild mit dem Motiv einer Figurengruppe in der Turnhalle; dieses war der erste Auftrag des Programs; 1933 zerstört |
| Erich Hartmann (1886–1974)                                    | Studentenhaus Neue Rabenstraße 13, heute Musikwissenschaftliches Institut der Universität Hamburg, Rotherbaum | 1928      | drei Wandbilder im Saal des Hauses: Lehre, Sport, Studium; 1933 übermalt |
| Erich Hartmann (1886–1974)                                    | Schule beim Pachthof, Horn                                                                                    | 1931      | Darstellung von Ballspielern in der Turnhalle, bei der Hallenrenovierung 1965 übermalt |
| Eduard Hopf (1901–1973) Akte in der Natur                     | Berufsschule Uferstraße heute Berufliche Schule Uferstraße, Uferstraße 9 in Barmbek-Süd                       | 1929      | Wandbild im Jugendheim der Schule; in der Zeit des Nationalsozialismus zerstört |
| Eduard Hopf (1901–1973) Akte im Freien                        | Volksschule Veddel, heute Schule auf der Veddel, Veddel                                                       | 1931/1932 | Wandbild im Flur; in der Zeit des Nationalsozialismus zerstört |
| Jean Paul Kayser (1869–1942) Elbe bei Cuxhaven                | Volksschule Veddel, heute Schule auf der Veddel, Veddel                                                       | um 1930   | Wandbild im Treppenhaus der Schule |
| Karl Kluth (1898–1972) Jugendliche beim Sport                 | Schule Alstertal, heute Gymnasium Alstertal in Fuhlsbüttel                                                    | 1930      | vierteiliges Bild im Treppenhaus. 2017 restauriert |
| Karl Kluth (1898–1972) Lebensfreude                           | Volksschule Graudenzer Weg, heute Gesamtschule Alter Teichweg in Dulsberg                                     | 1931      | an der Stirnseite des Flurs der Schule, in der Zeit des Nationalsozialismus zerstört |
| Fritz Kronenberg (1901–1960) Flußmündung mit Boot             | Volksschule Osterbeckstraße, heute Arbeitsgericht, Barmbek-Süd                                                | 1931      | Wandbild in der Aula, während der Zeit des Nationalsozialismus zerstört |
| Kurt Löwengard (1895–1940) Arbeiter im Hamburger Hafen        | Handelsschule Schlankreye, Jugendheim, Eimsbüttel                                                             | 1930      | Triptychon auf Leinwand, ursprünglich im „Jugendheim“ der Schule, später in der Eingangshalle, zeitweilig eingelagert, 1985 wiederentdeckt und restauriert, heute im Flur vor dem Büro der Schulleitung                                |
| Rolf Nesch (1893–1975) Schichtwechsel                         | Volksschule Wendenstraße, heute Handelsschule Wendenstraße, Hammerbrook                                       | 1929      | Triptychon in der Aula der Schule |
| Anita Rée (1885–1933) Die klugen und die törichten Jungfrauen | Berufsschule für weibliche Angestellte, heute Berufliche Schule Uferstraße, Uferstraße 10 in Barmbek-Süd      | 1929      | Wandbild in einem Aufenthaltsraum der Schule; 1933 verhängt, 1942 im Krieg mit dem Haus zerstört |
| Anita Rée (1885–1933) Orpheus mit den Tieren                  | Oberrealschule für Mädchen, heute Ballettschule des Hamburg Balletts, Caspar-Voght-Straße 54 in Hamm          | 1930      | Wandbild im Gymnastiksaal; 1937 übermalt, 1954 freigelegt, 1987–1989 restauriert; das Bild steht seit 1954 unter Denkmalschutz |
| Heinrich Stegemann (1888–1945) Frauen- und Männerakte         | Volksschule an der Bogenstraße, heute Ida-Ehre-Schule in Eimsbüttel                                           | 1931      | Fresko, in der Zeit des Nationalsozialismus zunächst verhängt, dann übermalt, um 1960 freigelegt und restauriert |
| Walter Tanck (1894–1954)                                      | Altes Rathaus (Waisenhaus), Admiralitätstraße 56, Neustadt                                                    | 1929–1931 | fünf Wandbilder mit Hamburg Motiven im Sitzungssaal, im Krieg mit dem Haus zerstört |
| Otto Thämer (1892–1975) ohne Titel (Mann und Pferd)           | Schule Langenhorn-Nord, heute Fritz-Schumacher-Schule in Langenhorn                                           | 1931      | Wandbild im Gymnastiksaal der Schule |
| Otto Thämer (1892–1975) ohne Titel (Personengruppen)          | Volksschule Schaudinnsweg, heute Stadtteilschule Barmbek, in Barmbek-Nord                                     | 1931      | zweiteiliges Wandbild |
| Otto Thämer (1892–1975) ohne Titel (Sportler)                 | Volksschule Veddel, heute Schule auf der Veddel, Veddel                                                       | 1931      | Wandbild im Gymnastiksaal |
| Otto Thämer (1892–1975) Platon                                | Christianeum                                                                                                  | 1936      | Wandbild in der Aula des zweiten Anstaltsgebäudes; zerstört durch Gebäudeabriss 1971 |
| Gretchen Wohlwill (1878–1962)                                 | Emilie Wüstenfeld Schule, heute Emilie-Wüstenfeld-Gymnasium, Eimsbüttel                                       | 1931      | zwei Wandbilder im Treppenhaus, 1938 übermalt, 1993 wieder freigelegt und restauriert |